# アウディスポーツ

ロゴ

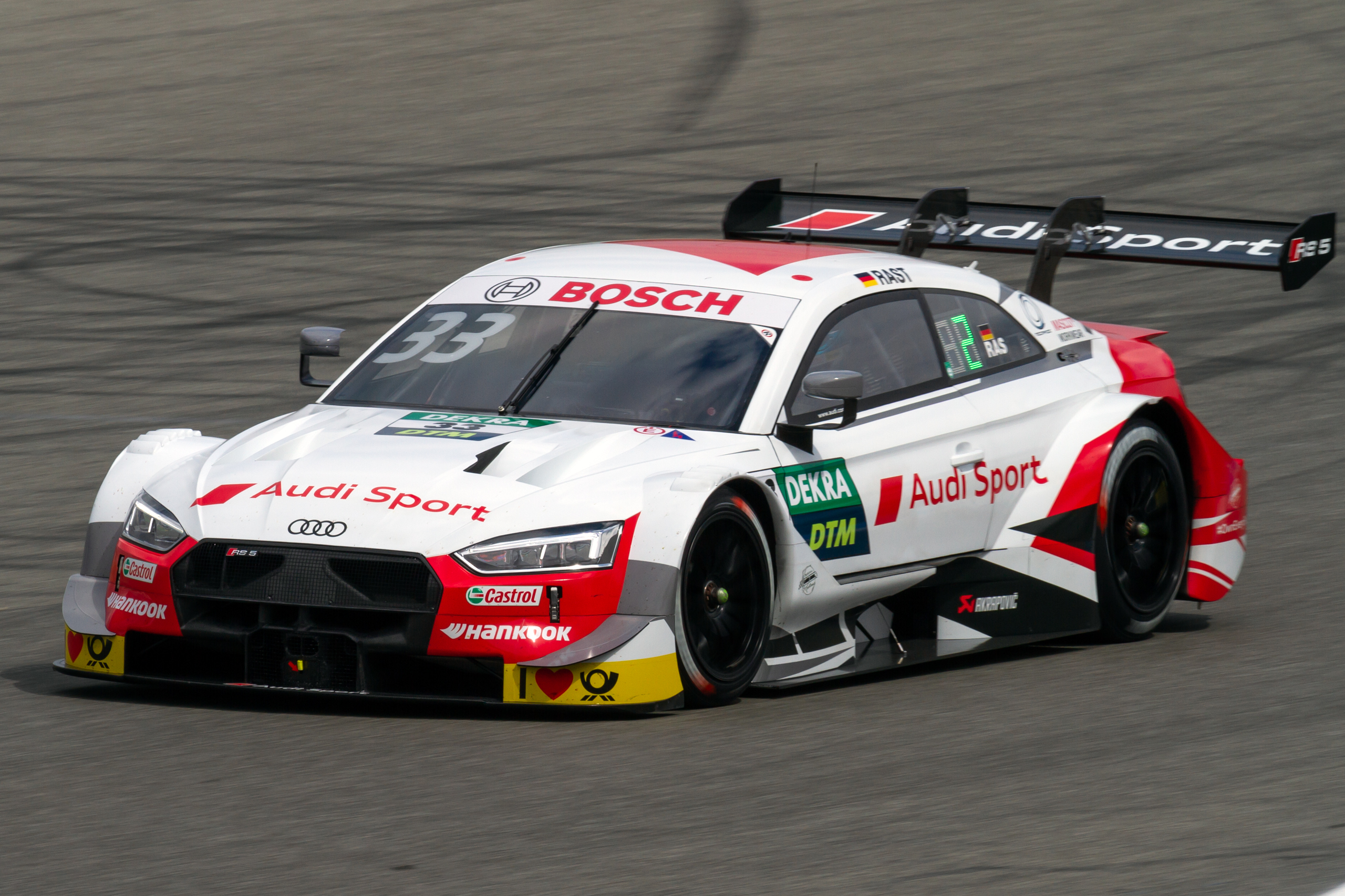
RS5 Turbo DTM（2019年）

アウディスポーツ (Audi Sport) とはドイツの自動車メーカー、アウディのモータースポーツ部門である。1978年に創設され、ラリーを皮切りにワークスによるレース活動が開始され、その後サーキットへと活動を広げた。

## ラリー系競技
アウディスポーツ創設の1978年から80を用いてドイツラリー選手権で活動した後、1981年から世界ラリー選手権（WRC）にグループ4規定のクワトロで参戦を開始。

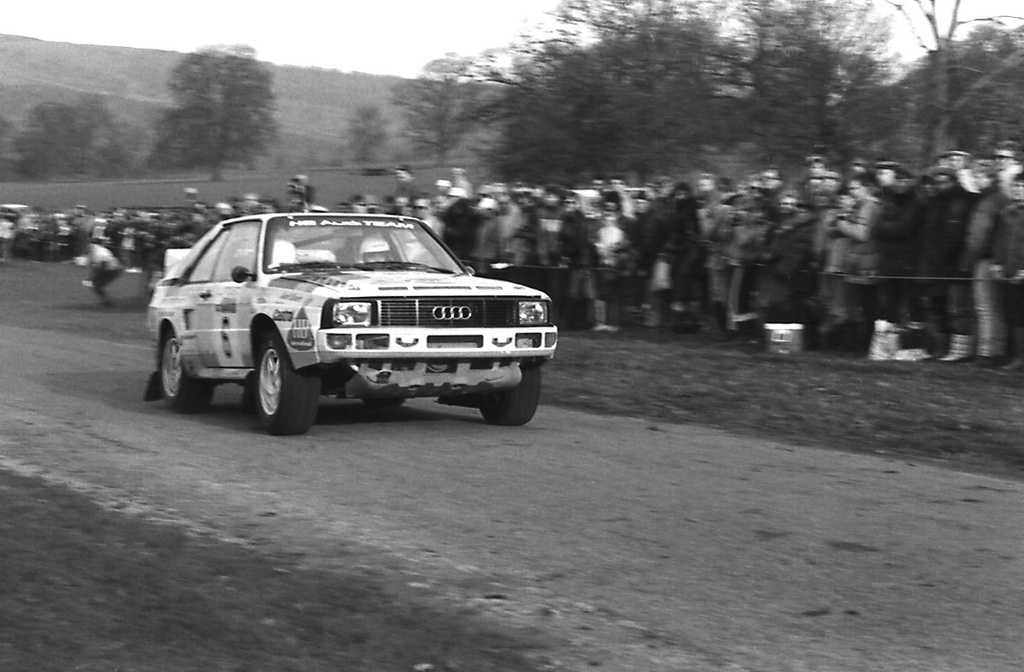
スポーツ・クワトロを運転する女性ドライバー、ミシェル・ムートン（1984年RACラリー）

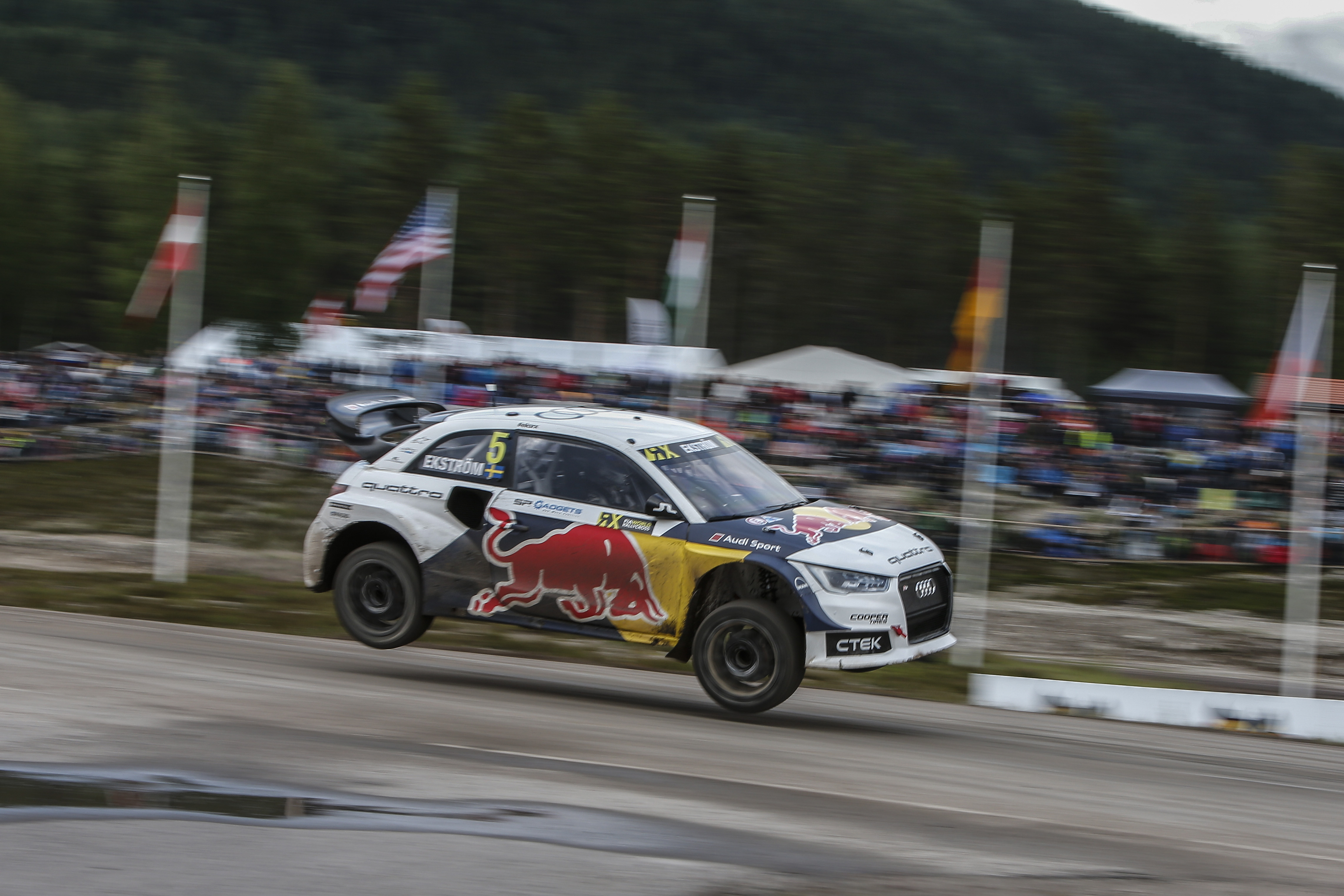
マティアス・エクストロームのS1 RXスーパーカー

クワトロは四輪駆動をトラックやSUVではなく乗用車に搭載するという、当時の欧州では珍しい存在であり、まだ後輪駆動が主流だったラリー界に衝撃を与えた。1982年と1984年にマニファクチャラーズタイトルを獲得して通算23勝を挙げ、ミシェル・ムートン/ファブリィツァ・ポンスの女性コンビがランキング2位という快挙も達成。グループB以降のライバルメーカーも四輪駆動化に追随し、以後ラリーにおける優位性を決定的にした。またクワトロはパイクスピーク・インターナショナル・ヒルクライムやラリークロスなど、グループB車両が使用できる他のカテゴリでも成功を収めた。グループA時代のWRCにも継続して参戦したが、豊富な開発資金とコンパクトなボディを持つランチア勢に屈した。その後はブランドとしてWRCには参戦していないが、同一グループのシュコダ・ファビアWRCの開発協力を行った。
2014年に開幕した世界ラリークロス選手権にマティアス・エクストロームを支援する形で参戦し、2016年にドライバー・チームの2冠を獲得した。
2022年からはステファン・ペテランセル、カルロス・サインツといったレジェンドたちを引き入れた上で、エンジンで発電しモーターで駆動するシリーズ式ハイブリッド車両の「RS Q e-tron」をダカール・ラリー及び世界ラリーレイド選手権に投入している。三菱やミニのワークスラリーチームを率いた経験のあるスヴェン・クワントの一家が新規に立ち上げた、Qモータースポーツがチームオペレーションを担う。2024年、第46回ダカールラリーでステージ優勝こそなかったもののカルロス・サインツがオーバードライブ・トヨタのギヨーム・ド・メビウスに1時間20分25秒の差をつけて4年ぶり4度目の総合優勝を果たし、アウディにとってはダカールラリーでの初優勝となる記念すべきものとなった。2026年のF1参戦までのアウディのワークス活動は、このラリーレイドのみとなる見通しであったが、「パーツ不足」を理由に開幕戦のダカールラリー終了後に早々に撤退している。

## GT/ツーリングカー

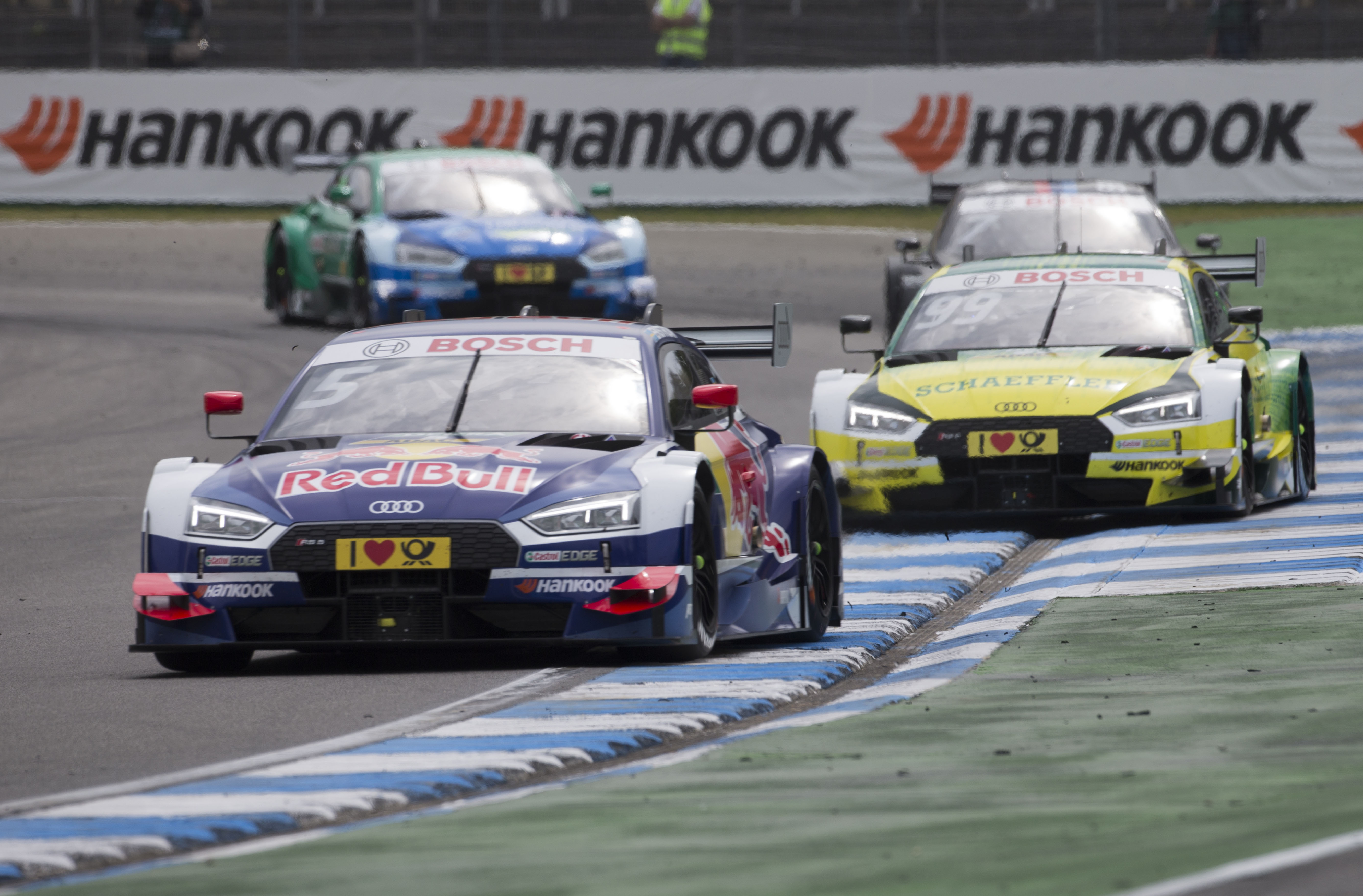
DTMのアウディ艦隊（2017年）

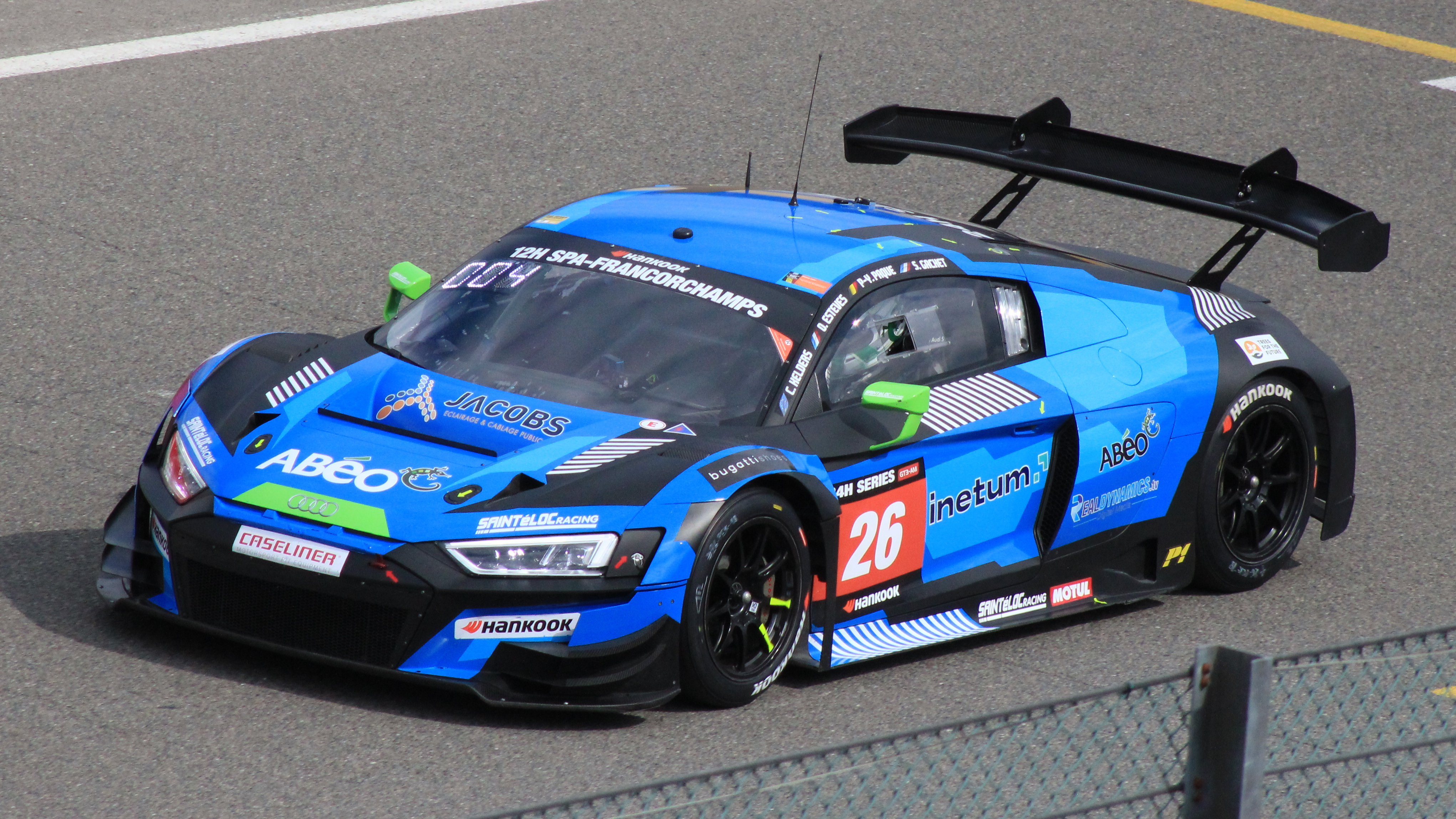
R8 LMS Evo II（2022年）

グループB廃止後のアウディは、クワトロシステムを携えてIMSA GTO、DTM、各国スーパーツーリングを転々とし、多くの戦果を挙げた。DTMではBMWやメルセデスを破ってチャンピオンを獲得し、1996年には6カ国のスーパーツーリングレースでチャンピオンとなった。
しかし四輪駆動のサーキットでの強さが認知されすぎた結果、重い性能調整や四輪駆動禁止などを受けて1990年代末に撤退した。その後はプライベーターがしばしBTCC（英国ツーリングカー選手権）でアウディ車を用いている。
新生DTMには2004年から2020年までワークス参戦し、メルセデスやBMWと激闘を繰り広げ、多くのタイトルを獲得した。
2023年現在は、後輪駆動のグループGT3規定のR8 LMS Evo IIと、前輪駆動のTCR規定のRS3 LMSを開発・製造し、プライベーター向けにマシン供給を行っている。
GT3ではチームWRTをセミワークスとし、欧州の主要GTレースを総舐めにし、無類の強さを誇った（2022年に契約終了）。TCRでは世界ツーリングカーカップ（WTCR）にアウディ系のプライベーターが複数参戦している。
日本のSUPER GTのGT300クラスでもプライベーターがR8のGT3車両を運用し、たびたび勝利を手にしているが、まだタイトルには手が届いていない。WTCRの日本ラウンドでは一ツ山レーシングがRS3 TCRでワイルドカード参戦したことがある。
2026年に参戦するF1へリソースを注力するため、2023年を持ってGT3のワークス活動から撤退してワークスドライバー14名との契約を解除、さらに2024年第一四半期を持ってGT3/GT4/TCR車両の生産を終了する。カスタマーへのサポートのみ継続される。

## プロトタイプスポーツカー

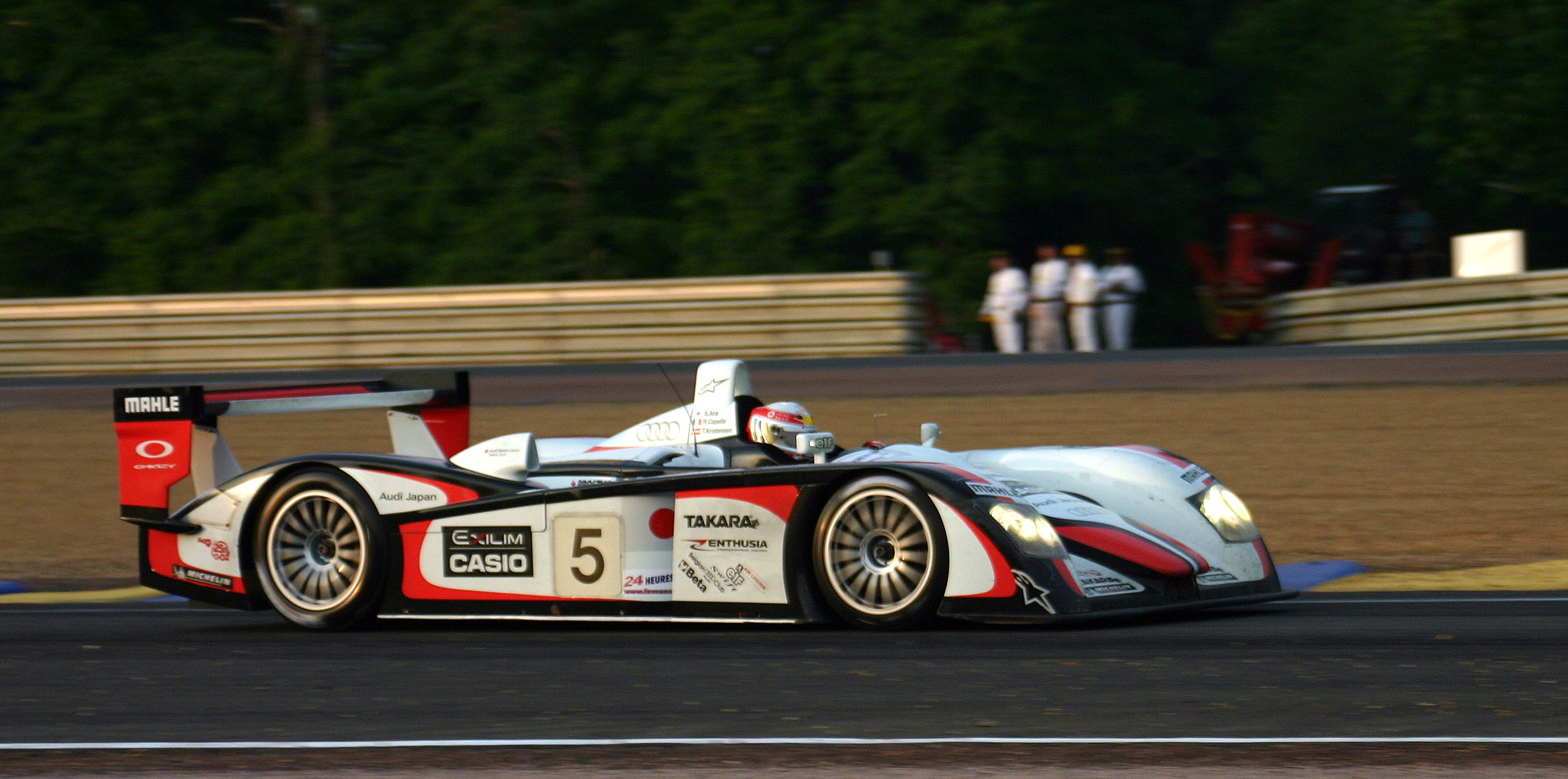
同名の市販スポーツカーが発売されたR8（2004年ル・マンのチーム郷）

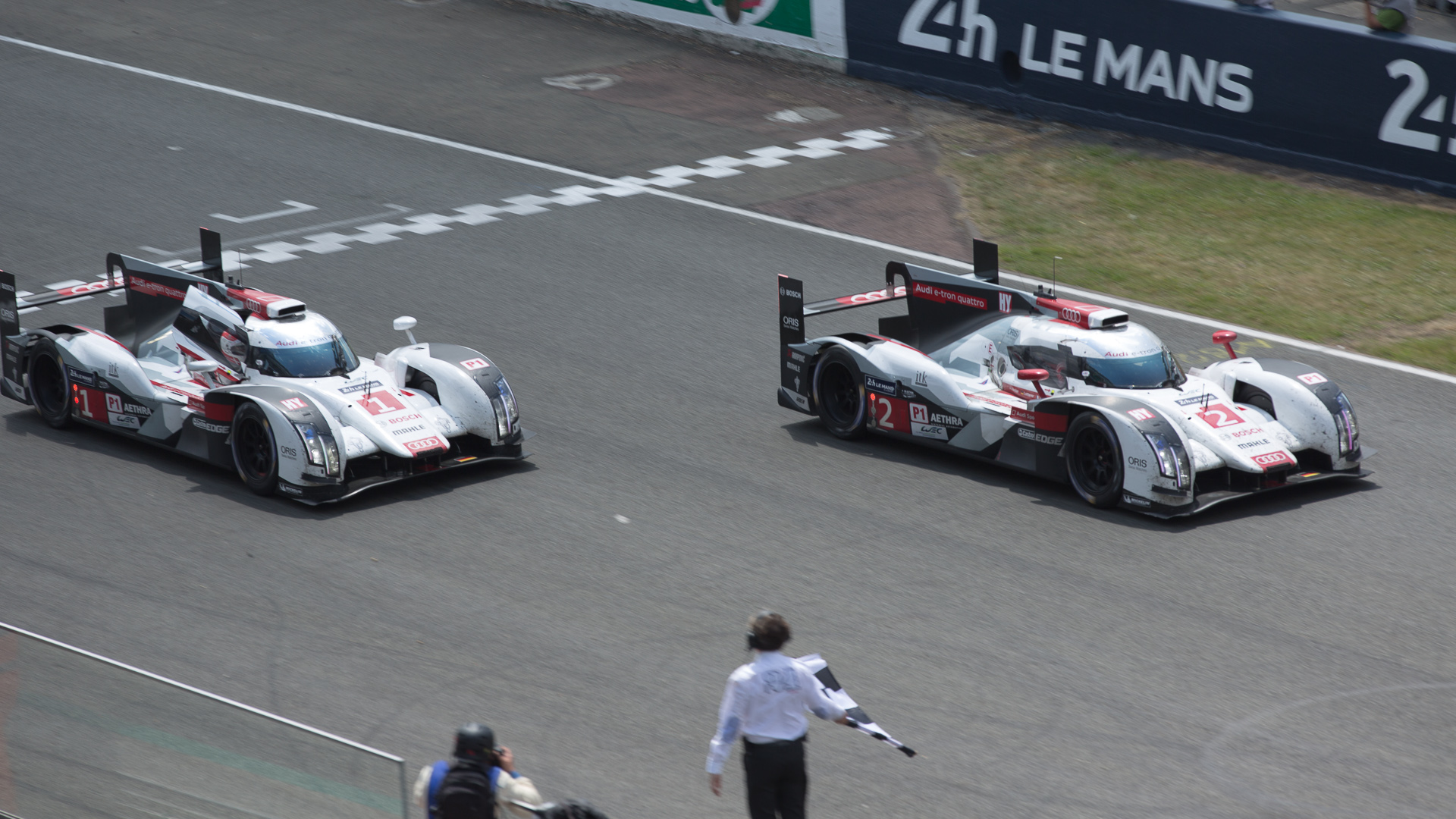
ワンツーフィニッシュを飾ったR18 e-tron quattro（2014年ル・マン）

スーパーツーリングから撤退した後の1999年よりプロトタイプレーシングカーを開発し、欧米の耐久レースに参戦した。
特にル・マン24時間レースではヨースト・レーシングとのタッグによる伝説的な強さで知られる。1999年の参戦初年度で3位に入賞し、翌2000年にR8で初優勝を達成。2001年、2002年、2004年、2005年と5回の総合優勝を記録した。アウディとヨーストは元々の信頼性の高さに加え、主要コンポーネントをアッセンブリー交換できるように設計するという手法を編み出し、どんなトラブルに対しても短時間で復帰してライバルたちを恐れさせた。
R8はプライベーターにも供給され、同グループ内のベントレーとの絡みでワークス参戦を休止した2003年には、ADTチャンピオンレーシングが3位表彰台を獲得している。2004年はチーム郷が荒聖治らのドライブで、日本のプライベーターとしては現在まで唯一となる優勝を達成した。
2006年はR10で出場し、2008年まで3連覇を果たした。2010年はR15、2011年から2014年までR18で優勝し合計で5連覇を果たした。ル・マン通算勝利数ではポルシェの19勝に次ぐ13勝を挙げた一方で、ワークスドライバーだったトム・クリステンセンは9勝を挙げ、ル・マン最多勝ドライバーとなった。また同時期のアメリカン・ル・マン・シリーズ（ALMS）でもタイトルを獲得し続けた。
2012年から始まったFIA 世界耐久選手権（WEC）でもトヨタや同じフォルクスワーゲングループのポルシェと熾烈な対決を演じ、2012年、2013年にドライバー、マニュファクチャラーズタイトルを獲得した。また、1999年の参戦初年度より2016年までWEC/ル・マンから撤退するまで、全18年間に及ぶル・マン連続表彰台入賞という前人未到かつ史上初の大記録を達成した。この事からファンからは「ル・マンの鉄人メーカー」と呼ばれるようになる。
他にも特筆すべき記録としては、2006年のR10がル・マン初のディーゼルエンジン搭載車として、2012年のR18 e-tron クワトロが初のハイブリッドシステム搭載車として総合優勝を達成している。ヘッドライトに関しては2011年にフルLED化、2014年にはレーザーハイビームを導入した。このようにル・マンにおける技術革新にも貢献している。
2020年、フォーミュラEと入れ替わるような形で、LMDh（ル・マン・デイトナ・h）でチームWRTとともにWECの最高峰への復帰と、IMSAへの復帰を正式発表した。しかし2022年のF1参戦の発表により、マシンテスト直前で中止となった。

## フォーミュラカーレース

### フォーミュラE

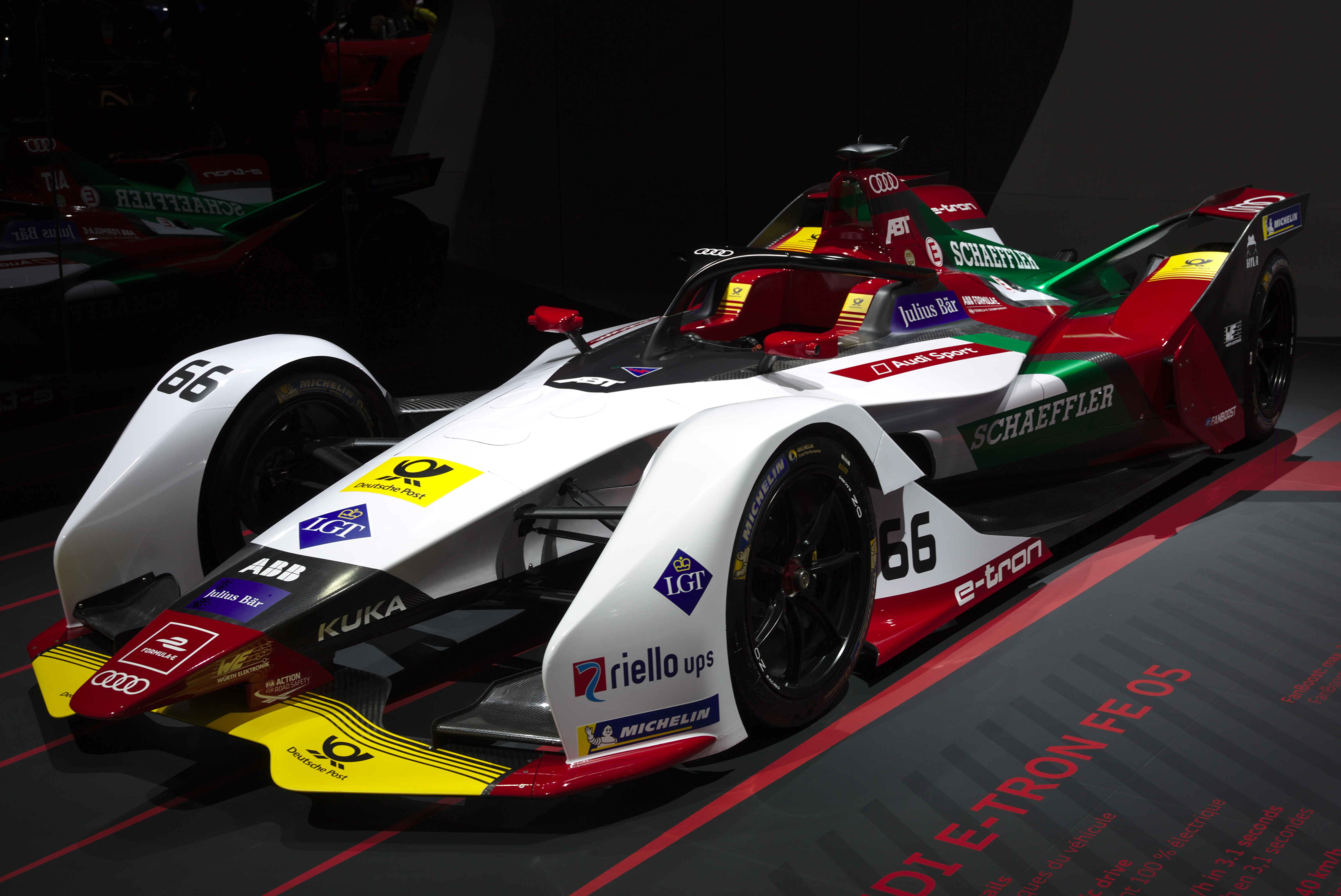
e-tron FE05

2014年‐15年のフォーミュラEの記念すべき一年目から、アプト・スポーツラインを支援する形で参戦。ルーカス・ディ・グラッシが毎年優勝争いを演じ、2016年‐17年はドライバーズチャンピオンを、2017年-18年からアウディスポーツのワークスチームとなり、チームズチャンピオンを獲得した。2020年-21年限りでフォーミュラEからは撤退した。

### F1
2022年8月、F1へ2026年からパワーユニットサプライヤーとして参戦することを表明した。アウトウニオン時代にF1の前身となるヨーロッパ・ドライバーズ選手権へ参戦したことはあるが、アウディとしては初となる。同年10月、F1プロジェクトの戦略的パートナーとしてザウバーを選択、ザウバーグループの株式を取得する計画であることを発表した。この契約によってザウバーは2026年からアウディのワークスチームとして、アウディがドイツ・ノイブルクのファクトリーで製造・開発したパワーユニットを搭載してF1に参戦する。